# Pioner
Pioner — будущая компьютерная игра в жанре шутера от первого лица с открытым миром, разрабатываемая компанией GFAGames для Windows, Linux, PlayStation 5 и Xbox Series X/S. Действие игры происходит на постапокалиптическом острове времён СССР с повышенным радиационным фоном. Выход игры запланирован в 2025 году.

## Игровой процесс
Pioner представляет собой шутер от первого лица с элементами ролевой и многопользовательской онлайн-игры. Игра будет реализована в режимах PvE и PvP. Для придания ей реализма разработчики отказались от полоски здоровья героя и уровней противников. Кроме того, происходящее в игровом мире будет синхронизировано с реальным временем, где с наступлением тёмной поры суток будут реже встречаться патрули или бандиты, а в дневное время можно охотиться на животных или мутантов.
В игре будут представлены сюжетные задания и задания фракций. Пользователь будет иметь возможность взаимодействовать с фракциями (строить с ними отношения и повышать уровень их лояльности). От уровня лояльности будет зависеть количество полученных бонусов. Часть заданий будет находиться в закрытых локациях, куда попасть можно в одиночку или в составе группы. Борьба против реальных игроков будет происходить на специальных аренах. Для этого выделена значительная часть игрового мира, которая названа «пустыми землями». Весь игровой мир Pioner равен примерно 50 квадратным километрам без учёта подземелий. Детали игрового мира игры не раскрываются разработчиками до финального релиза.
Игровой персонаж для поддержания сил должен есть и отдыхать. В игре будет указываться рейтинг и редкость снаряжения, точность и урон оружия. Создание собственного оружия будет производиться из подручных средств, артефактов или энергии аномалий при помощи станка или верстака.

## Сюжет
Действие игры происходит на изолированном острове времён СССР с повышенным радиационным фоном, который ранее использовался для обслуживания сети бункеров и лабораторий. Остров населён дикими животными, мутантами и аномалиями.
Остров Тартарус разбит на зоны, предлагающие как одиночный, так и мультиплеерный контент. В PvP зоне действуют правила, запрещающие кэмперинг и охоту на игроков, играющих в одиночку.
Население острова разделено на четыре фракции. Две из которых это «Истовики» (местные жители острова) и «Бригада» (военизированная структура). Фракцию «Бригада» (Мотострелковая Бригада Ерёменко) возглавляет полковник Еремёнко и руководит ей вместе с майорами из дивизиона «Альфа», 157-го штурмового полка и 156-го охранного полка. Об остальных фракциях разработчики не сообщали.
Разработчики заявляют, что после выхода игры будет иметь место эндгейм контент и дополнительное развитие сюжета.

## Разработка
Игра разрабатывается российской студией GFAGames, которая была основана в 2017 году бывшими разработчиками S.T.A.L.K.E.R. 2: Heart of Chornobyl, Atomic Heart, Metro Exodus, Orange Cast и King’s Bounty. Однако позднее студия была зарегистрирована в Сербии. Изначально игра называлась Re Born, но в дальнейшем разработчики поменяли название. По состоянию на 2021 год созданием Pioner занималось 25 человек. Игра разрабатывается на игровом движке Unreal Engine 4. Размер игрового мира в Pioner сопоставим с размерами карты в «S.T.A.L.K.E.R.: Зов Припяти».
Перед официальным релизом игры планируется её бета-тестирование. В ноябре 2021 года компания Tencent приобрела миноритарный пакет акций GFAGames, а спустя месяц совладелец GFAGames объявил, что игра выйдет в 2022 году. В дальнейшем релиз был перенесён на 2023 год. 1 июля 2023 разработчики GFAGames сообщили, что озвучкой игры занимается GamesVoice, а композитором игры станет Игорь Модлинский, который принимал участие в разработке Stalcraft. Также было объявлено об удвоении штата разработчиков: теперь в студии трудятся разработчики из семи разных стран. За главную музыкальную тему игры будет отвечать Ansia Orchestra. Также разработчики сообщили, что они закончили работать над 5 крупными поселениями со своим уникальным дизайном и населением.
8 августа 2023 года глава студии GFA Games Александр Никитин в разговоре с изданием StopGame.ru заявил, что Pioner уже проходит стадию полировки. Он также сообщил, что в студии работает более 100 сотрудников России, Украины, Таиланда, Казахстана и Армении, из них свыше 50 задействованы непосредственно в разработке Pioner. Он отметил, что студия не озвучивает даже приблизительные даты релиза игры, «чтобы не обманывать игроков».
В ноябре 2023 года разработчики сообщили, что релиз Pioner запланирован на 2024 год. Спустя год, в ноябре 2024 года, GFA Games начала принимать заявки на закрытое бета-тестирование игры. Однако в декабре 2024 года стало известно, что выход игры был перенесён на 2025 год. По состоянию на январь 2025 года игра была в списке желаний у более чем 100 тысяч пользователей Steam. Игра будет распространяться по модели Buy-to-play.

## Отзывы
Различные обозреватели отмечают схожесть игры со «S.T.A.L.K.E.R.: Зов Припяти» и Escape from Tarkov.